# Hypericum apricum
Hypericum apricum är en johannesörtsväxtart som beskrevs av Grigorij Silych Karelin och Kir.. Hypericum apricum ingår i släktet johannesörter, och familjen johannesörtsväxter. Inga underarter finns listade i Catalogue of Life.